# Hermann de Saxe-Weimar-Eisenach (1886-1964)
Ne doit pas être confondu avec Hermann de Saxe-Weimar-Eisenach (1825-1901).
 (mars 2023).
Si vous disposez d'ouvrages ou d'articles de référence ou si vous connaissez des sites web de qualité traitant du thème abordé ici, merci de compléter l'article en donnant les références utiles à sa vérifiabilité et en les liant à la section « Notes et références ».
Hermann de Saxe-Weimar-Eisenach (en allemand : Hermann von Saxe-Weimar-Eisenach), prince de Saxe-Weimar-Eisenach puis comte d'Osthein, est né le 14 février 1886 à Düsseldorf, dans l'Empire allemand, et mort le 6 juin 1964 à Londres, au Royaume-Uni. Il est hériter en second du grand-duché de Saxe-Weimar-Eisenach à partir de 1901, avant d'être déchu de ses droits dynastiques à cause de son comportement scandaleux en 1909.

## Famille
Le prince Hermann est le fils aîné du prince Guillaume de Saxe-Weimar-Eisenach (1853-1924) et de son épouse la princesse Gerta d'Ysenbourg-Büdingen (1863-1945). Par son père, il est le petit-fils du prince Hermann de Saxe-Weimar-Eisenach (1825-1901) et de la princesse Augusta de Wurtemberg (1826-1898) tandis que, par sa mère, il a pour grands-parents le prince Ferdinand-Maximilien Ier d'Ysenbourg-Büdingen (1824-1903) et la princesse Auguste d'Hanau-Horowitz (1829-1887).
Le 5 septembre 1909, le prince Hermann épouse, à Londres, la roturière suisso-italienne Wanda Paola Lottero (1881-1963), titrée comtesse d'Ostheim. Ce premier mariage reste stérile et se termine par un divorce le 22 juin 1911. 
Le 4 août 1918, le prince se remarie, à Heidelberg, à la roturière norvégienne Suzanne Aagot Midling (1886-1931), titrée comtesse d'Ostheim. De cette seconde union naît un fils :
- Alexandre d'Ostheim (1922-1943), comte d'Ostheim.

Le 28 novembre 1932, le prince Hermann se marie une dernière fois, à Paris, à la sculptrice Isabel Neilson (1895-1964), fille de l'auteur et homme politique britannique Francis Neilson (en) (1867-1961).

## Biographie
Arrière-arrière petit-fils du grand-duc Charles-Auguste de Saxe-Weimar-Eisenach (1757-1828), le prince Hermann devient héritier en second de son cousin le grand-duc Guillaume-Ernest de Saxe-Weimar-Eisenach (1876-1923) lorsque ce dernier accède au trône en 1901. Le souverain restant sans enfant jusqu'en 1911 et le père Hermann étant relativement âgé, ce dernier apparaît longtemps comme le prochain monarque du petit État.
Après des études supervisées par un précepteur, Hermann intègre l'armée prussienne, à Berlin. Gratifié d'une pension confortable par sa famille, il multiplie cependant les dettes et se gagne la réputation d'un dépensier compulsif. En guise de punition, ses parents l'éloignent de la capitale allemande mais il feint alors une maladie afin d'être autorisé à partir à Paris.
Son comportement face à l'argent ne changeant pas, il est contraint par sa famille de renoncer à ses droits dynastiques et à ses titres le 2 août 1909. En échange du remboursement de ses dettes et d'une petite pension, il prend alors le titre de comte d'Ostheim. Cependant, en 1921, Hermann porte plainte devant la justice allemande contre son cousin, l'ancien grand-duc Guillaume-Ernest, sous le prétexte que celui-ci l'aurait fait interner dans un hôpital psychiatrique pour l'obliger à renoncer à son appartenance à la famille souveraine, en 1909.
Après son exclusion de la dynastie, Hermann cherche à épouser une riche héritière et envisage de partir vivre aux États-Unis. Il épouse pourtant morganatiquement une actrice italo-suisse du nom de Wanda Paola Lottero, avec laquelle il reste marié seulement 3 ans. Après leur divorce, la jeune femme noue une relation amoureuse avec le roi Constantin Ier de Grèce.
Après deux autres mariages, dont un lui donne un fils, décédé à Stockholm durant la Seconde Guerre mondiale, Hermann finit ses jours au Royaume-Uni, où il meurt à l'âge de 78 ans, en 1964.